# Palazzo Marcello (Santa Croce)
Palazzo Marcello è un palazzo di Venezia, situato nel sestiere di Santa Croce, davanti al ponte omonimo, all'imbocco del rio di Malcanton.

## Storia

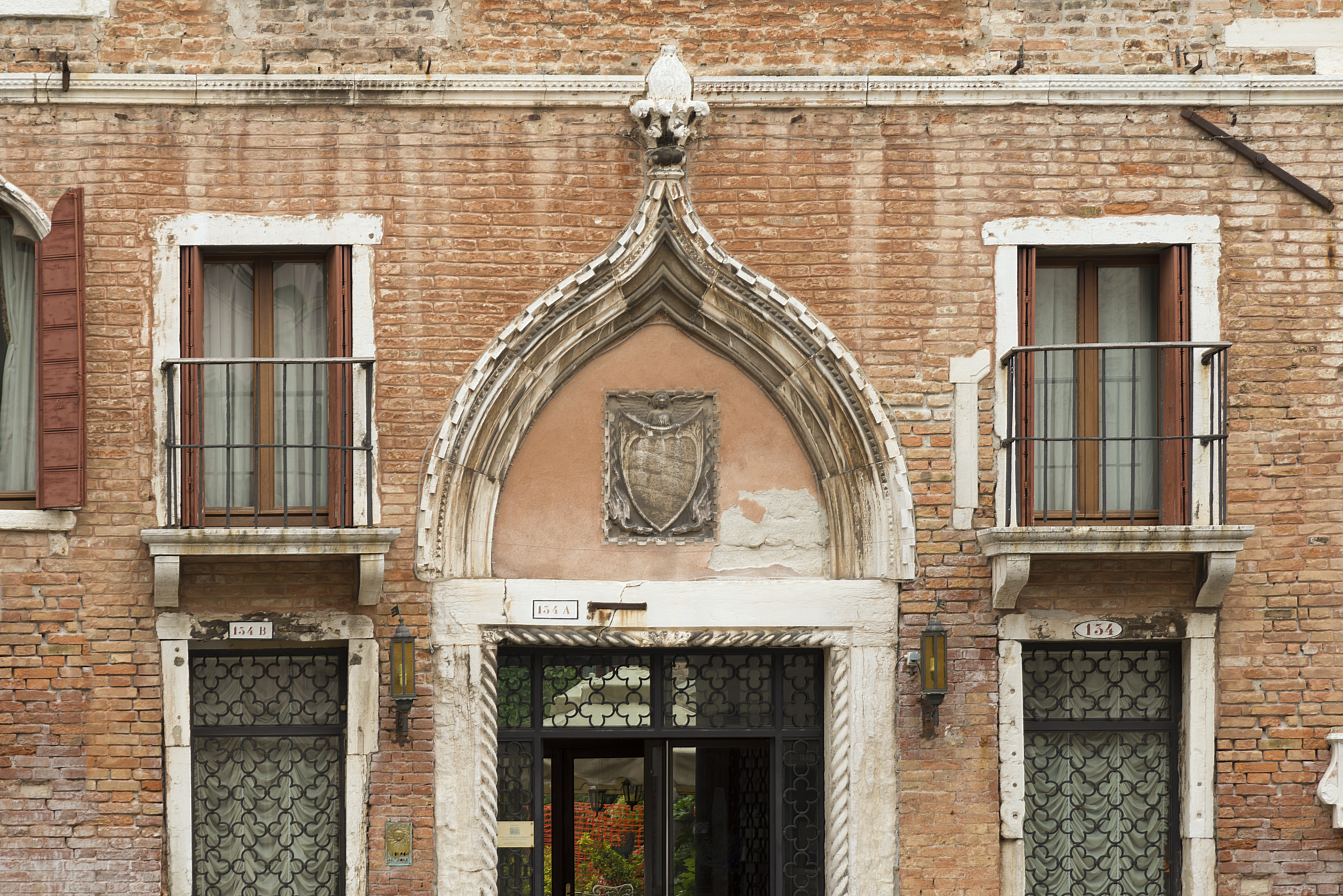
Stemma della Famiglia Marcello

Palazzo Marcello fu costruito nel XV secolo e divenne una delle dimore della nobile famiglia veneziana dei Marcello.
Attualmente la struttura è in buono stato e ospita un'attività alberghiera.

## Descrizione
Il palazzo è caratterizzato da una lunga facciata asimmetrica in stile gotico.
Una grande pentafora orna la parte sinistra del piano nobile, affiancata a sinistra da una monofora ogivale e a destra da quattro.
Il mezzanino e il secondo piano hanno la stessa forometria, che segue uno schema analogo a quello del piano nobile, ma con aperture più piccole e una quadrifora in luogo della pentafora.
Mezzanino e piano nobile sono divisi da una cornice marcapiano.